# Slovenian Juniors 2016
Die Slovenian Juniors 2016 fanden als bedeutendstes internationales Nachwuchsturnier von Slowenien im Badminton vom 21. bis zum 23. Oktober 2016 in Mirna statt. Es war die 22. Auflage der Veranstaltung.

## Sieger und Platzierte der Junioren U19
| Disziplin    | Gold                       | Silber                       | Bronze                         |
| ------------ | -------------------------- | ---------------------------- | ------------------------------ |
| Herreneinzel | Daniel Nikolov             | Fabio Caponio                | Miha Ivanič                    |
| Herreneinzel | Daniel Nikolov             | Fabio Caponio                | Justus Kilpi                   |
| Dameneinzel  | Tereza Švábíková           | Réka Madarász                | Veronika Dobiášová             |
| Dameneinzel  | Tereza Švábíková           | Réka Madarász                | Vivien Sándorházi              |
| Herrendoppel | Matěj Hubáček Jan Somerlík | Anton Monnberg Jere Övermark | Andrija Doder Luka Milić       |
| Herrendoppel | Matěj Hubáček Jan Somerlík | Anton Monnberg Jere Övermark | Philip Birker Jakob Sorger     |
| Damendoppel  | Nika Arih Petra Polanc     | Ema Cizelj Nastja Stovanje   | Réka Madarász Inga Sadaić      |
| Damendoppel  | Nika Arih Petra Polanc     | Ema Cizelj Nastja Stovanje   | Mia Tarcalová Katarina Vargová |
| Mixed        | Miha Ivančič Petra Polanc  | Miha Ivanič Nika Arih        | Elias Bracke Lise Jaques       |
| Mixed        | Miha Ivančič Petra Polanc  | Miha Ivanič Nika Arih        | Jan Somerlík Tereza Švábíková  |